# اولیور اوتیس هووارد
اولیور اوتیس هووارد (انگلیسی: Oliver Otis Howard; ۸ نوامبر ۱۸۳۰ – ۲۶ اکتبر ۱۹۰۹) فرد نظامی اهل ایالات متحده آمریکا بود. وی همچنین برندهٔ جوایزی همچون لژیون دونور (شوالیه) و نشان افتخار (آمریکا) شده‌است.